# Línea Negishi
La línea Negishi (根岸線 Negishi-sen?), perteneciente a JR East, conecta las estaciones de Yokohama y de Ōfuna, Kamakura. Se encuentra íntegramente en la prefectura de Kanagawa. Su símbolo alfabético es JK.

## Historia
El tramo entre Yokohama y Sakuragichō fue abierto en 1872 como parte de un ramal de línea Tokaido de Ferrocarriles Nacionales de Japón entre Shimbashi y Yokohama.  En los años 30 se planteó una posible ampliación de la línea hasta Kita-Kamakura para conectarla con Shimbashi, pero, debido al estallido de la guerra sino-japonesa y la imposición de sanciones a la importación de hierro contra Japón, se suspendió la idea. En 1964, tras la conexión de Sakuragichō con Isoko, este tramo se renombró como línea Negishi. Después en 1970, se añadieron a la línea las estaciones de Yōkōdai y Ōfuna.

## Material rodante
- Serie E233-1000 (desde 2007)[4]
- Serie E233-6000 (desde 2014)[5]

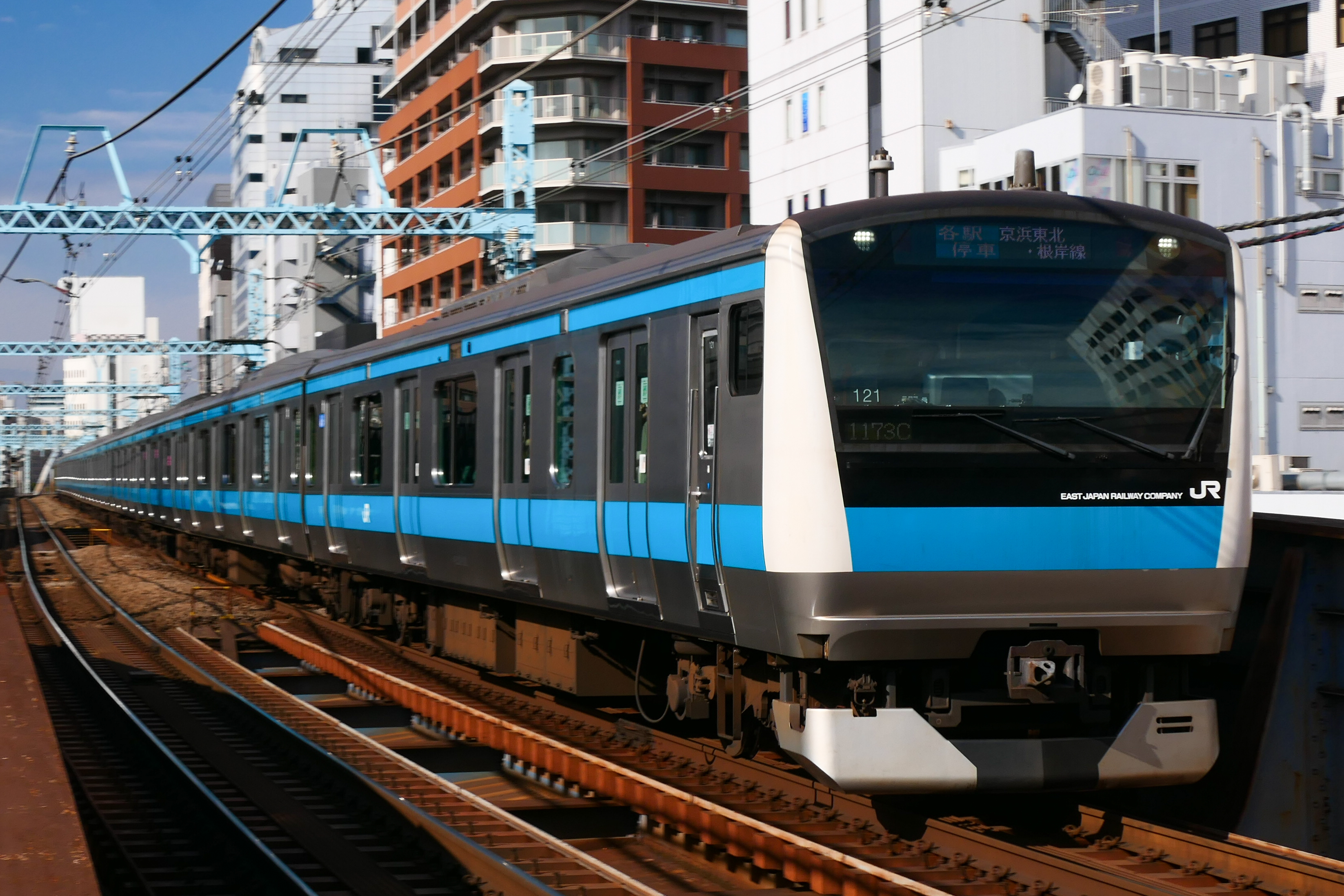
Serie E233-1000
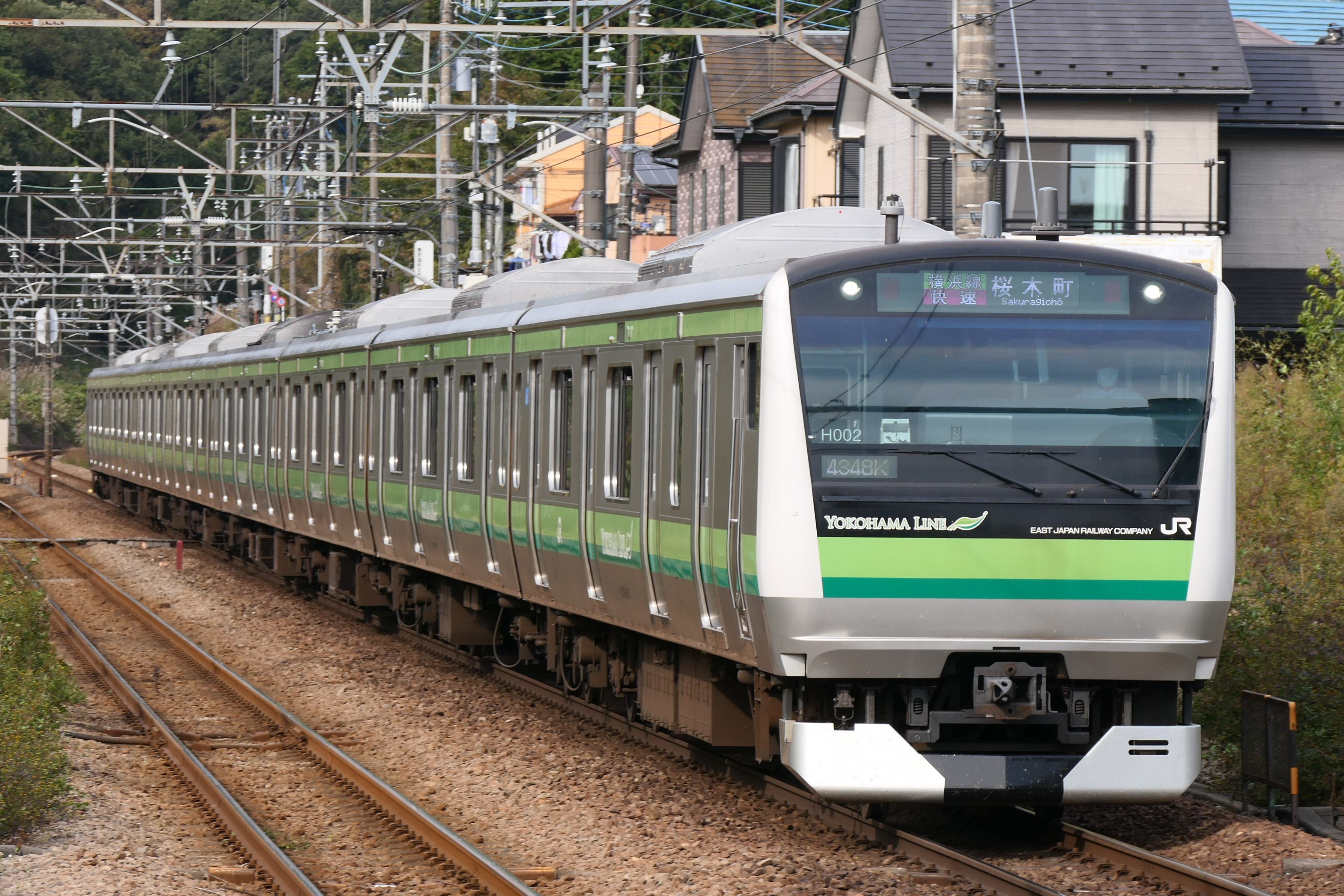
Serie E233-6000

## Estaciones
| Código                  | Estación                | Correspondencia                                                           | Distrito                                                                  |
| Enlace con otras líneas | Enlace con otras líneas | Dirección Ōmiya (línea Keihin-Tohoku) Dirección Hachiōji (línea Yokohama) | Dirección Ōmiya (línea Keihin-Tohoku) Dirección Hachiōji (línea Yokohama) |
| ----------------------- | ----------------------- | ------------------------------------------------------------------------- | ------------------------------------------------------------------------- |
| JK12                    | Yokohama                |                                                                           | Nishi-ku                                                                  |
| JK11                    | Sakuragichō             |                                                                           | Nishi-ku                                                                  |
| JK10                    | Kannai                  |                                                                           | Naka-ku                                                                   |
| JK09                    | Ishikawachō             |                                                                           | Naka-ku                                                                   |
| JK08                    | Yamate                  |                                                                           | Naka-ku                                                                   |
| JK07                    | Negishi                 |                                                                           | Isogo-ku                                                                  |
| JK06                    | Isogo                   |                                                                           | Isogo-ku                                                                  |
| JK05                    | Shin-Sugita             |                                                                           | Isogo-ku                                                                  |
| JK04                    | Yōkōdai                 |                                                                           | Isogo-ku                                                                  |
| JK03                    | Kōnandai                |                                                                           | Kōnan-ku                                                                  |
| JK02                    | Hongōdai                |                                                                           | Sakae-ku                                                                  |
| JK01                    | Ōfuna                   |                                                                           | Kamakura                                                                  |